# 3584 Aisha
3584 Aisha este un asteroid din centura principală, descoperit pe 5 octombrie 1981 de Norman Thomas.